# Tommaso Aceti
Tommaso Aceti (* 24. Oktober 1687 in Figline Vegliaturo; † 10. April 1749) war ein italienischer römisch-katholischer Bischof.
Aceti empfing am 19. Juli 1711 die Priesterweihe. Er wurde am 7. September 1744 zum Bischof von Lacedonia ernannt.